# Anatoli Wassiljewitsch Filiptschenko
Anatoli Wassiljewitsch Filiptschenko (russisch Анатолий Васильевич Филипченко; * 26. Februar 1928 in Dawydowka bei Woronesch, Russische SFSR; † 7. August 2022) war ein sowjetischer Kosmonaut.

## Leben
Nach der Schule erlernte er den Beruf des Drehers. Später trat er in die Rote Armee ein und wurde an der Militärfliegerschule Tschugujew ausgebildet (Abschluss mit Auszeichnung). Ab 1950 tat er Dienst als Jagdflieger bei den Luftstreitkräften der UdSSR. 1960 schloss er sein Fernstudium an der Militärakademie der Luftstreitkräfte „J. A. Gagarin“ erfolgreich ab.
Im Januar 1963 wurde Filiptschenko als Kosmonaut ausgewählt. Nach seiner Grundausbildung wurde er im Juli 1965 dem Spiral-Projekt zugeteilt. Hierbei sollten er und andere Kosmonauten schon im frühen Stadium an der Entwicklung einer wiederverwendbaren Raumfähre mitwirken.
Als das bereits seit längerer Zeit entwickelte Sojus-Raumschiff einsatzbereit war, bekam Filiptschenko eine Ausbildung als Kommandant dieses Typs. Seine erste Nominierung erhielt er zum Ersatzkommandanten für den Flug von Sojus 5 im Januar 1969.
Im Oktober 1969 kam Filiptschenko mit Sojus 7 zu seinem ersten Raumflug. Er hatte dabei auch das Kommando über den dienstälteren Wiktor Gorbatko, ein Mitglied der ersten Kosmonautengruppe der Sowjetunion. Sojus 7 war Teil einer Verbundmission mit Sojus 6 und Sojus 8. Filiptschenko hätte dabei an Sojus 8 ankoppeln sollen, was aber misslang.
Für den Langzeitflug von Sojus 9 im Juni 1970 war Filiptschenko wiederum Ersatz-Kommandant. Ihm zugeordnet war der Bordingenieur Georgi Gretschko. Filiptschenko und Gretschko waren anschließend für einen Sojus-Flug vorgesehen, bei dem erstmals das Kontakt-Kopplungssystem erprobt werden sollte. Durch den Tod der Besatzung von Sojus 11 im Juni 1971 wurden aber alle weiteren Pläne auf Eis gelegt.

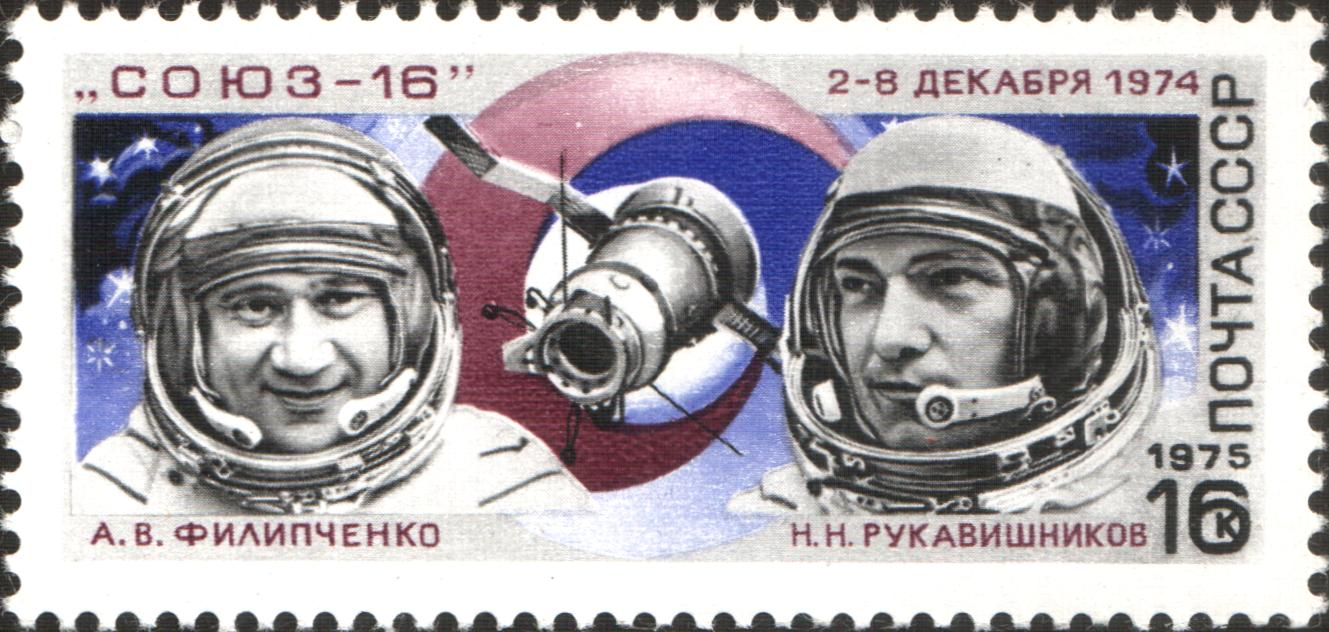
Filiptschenko (links) und Rukawischnikow auf einer sowjetischen Briefmarke (1975)

Filiptschenko ging wieder in das Spiral-Projekt, wo er German Titow als Leiter der Kosmonauten ablöste. Im November 1972 wurde er aber in das Apollo-Sojus-Test-Projekt berufen, das in Zusammenarbeit mit der amerikanischen Weltraumbehörde NASA durchgeführt wurde. Filiptschenko wurde als Ersatzkommandant für diesen ersten internationalen Gemeinschaftsflug nominiert. Damit gehörte es auch zu seiner Aufgabe, den Testflug mit einer speziellen Sojus-Version durchzuführen.
Zusammen mit Nikolai Rukawischnikow startete er am 2. Dezember 1974 in Sojus 16. In den folgenden Tagen wurde bis auf die Kopplung das komplette Programm simuliert, das später von Sojus 19 durchgeführt wurde. Während des Apollo-Sojus-Projekts stand er als Reserve für Alexei Leonow bereit, kam aber nicht zum Einsatz.
Zum Zeitpunkt des Fluges war der Oberst, Held der Sowjetunion und Fliegerkosmonaut der UdSSR verheiratet und Vater zweier Söhne.
Filiptschenko wurde 1987 zum Generalmajor ernannt. 1982 schied er aus dem aktiven Kosmonautenkorps aus. Danach arbeitete er als Direktor eines Konstruktionsbüros in Charkow. 1987 erreichte er den Titel eines Kandidaten der militärischen Wissenschaften. Ab 1993 war er im Ruhestand.
Nach dem Tod von Wladimir Schatalow am 15. Juni 2021 war er bis zu seinem Tod der älteste noch lebende Raumfahrer.